# Ексетер (Нью-Гемпшир)
Ексетер (англ. Exeter) — місто (англ. town) в США, в окрузі Рокінґгем штату Нью-Гемпшир. Населення — 16 049 осіб (2020).

## Демографія
Згідно з переписом 2010 року, у місті мешкало 14 306 осіб у 6114 домогосподарствах у складі 3729 родин. Було 6496 помешкань
Расовий склад населення:
| - 95,5 % — білих - 2,0 % — азіатів - 0,6 % — чорних або афроамериканців - 0,1 % — корінних американців |

До двох чи більше рас належало 1,6 %. Частка іспаномовних становила 1,7 % від усіх жителів.
За віковим діапазоном населення розподілялося таким чином: 22,6 % — особи молодші 18 років, 59,2 % — особи у віці 18—64 років, 18,2 % — особи у віці 65 років та старші. Медіана віку мешканця становила 44,3 року. На 100 осіб жіночої статі у місті припадало 88,6 чоловіків;  на 100 жінок у віці від 18 років та старших — 84,9 чоловіків також старших 18 років.
Середній дохід на одне домашнє господарство  становив 104 296 доларів США (медіана — 74 353), а середній дохід на одну сім'ю — 131 551 долар (медіана — 95 030). Медіана доходів становила 69 474 долари для чоловіків та 55 258 доларів для жінок. За межею бідності перебувало 5,9 % осіб, у тому числі 6,5 % дітей у віці до 18 років та 5,4 % осіб у віці 65 років та старших.
Цивільне працевлаштоване населення становило 7653 особи. Основні галузі зайнятості: освіта, охорона здоров'я та соціальна допомога — 31,1 %, виробництво — 11,1 %, роздрібна торгівля — 11,0 %.

## Уродженці
- Елізабет Джейн Гарднер (англ. Elizabeth Jane Gardner; 1837-1922) - американська художниця, друга та остання дружина французького живописця Вільяма-Адольфа Бугро.